# Pselliophora guangxiensis
Pselliophora guangxiensis är en tvåvingeart som beskrevs av Yang 1988. Pselliophora guangxiensis ingår i släktet Pselliophora och familjen storharkrankar. Inga underarter finns listade i Catalogue of Life.